# Mosad
Mosad (hebrejsky הַמוֹסָד‎, plným názvem  המוסד למודיעין ולתפקידים מיוחדים‎, ha-Mosad le-modi'in u-le-tafkidim mejuchadim, česky Institut pro výzvědné a zvláštní operace) je zpravodajská služba Izraele s vnějším polem působnosti (tj. rozvědka). Oficiálně vznikl 2. března 1951, svou činnost zahájil 1. dubna 1951. Původní název Mosadu („Institutu“) zněl Institut pro koordinaci (ha-Mosad le-Teum), svůj nynější název získal v roce 1963. Do jeho kompetence spadá sběr informací, plánování a provádění zvláštních operací mimo území Státu Izrael a dále pak koordinace všech aktivit zpravodajských služeb Izraele v zahraničí (podobnou funkci plní CIA Spojených států amerických nebo MI6 Spojeného království).

## Základní údaje
Centrála Mosadu sídlí v Tel Avivu. V čele stojí ředitel, který je přímo zodpovědný premiérovi, protože Mosad nepodléhá kontrole izraelského parlamentu (Kneset).
V Mosadu pracuje přibližně 1200 zaměstnanců (např. koncem roku 1980 jich měl až 2000). Mosad je civilní služba a neužívá vojenské hodnosti. Přesto je mezi zaměstnanci hodně důstojníků. Své hodnosti ale získali při službě v Izraelských obranných silách (IOS).
Mosad je rozdělen do osmi oddělení:
1. Plánování a koordinace operací
2. Sběr informací
3. Politická činnost a styky (styky s cizími zpravodajskými službami a se státy, s nimiž nemá Izrael oficiální styky)
4. Lidské zdroje, finance, logistika a bezpečnost
5. Výcvik
6. Výzkum
7. Zvláštní operace (hebr. Metsada) (atentáty, polovojenské operace, sabotáže a psychologická válka)
8. Technika

## Předchůdci

### Šaj
V roce 1940 bylo, jako odezva na masivní zatýkání členů Hagany britskou kriminální policií, zřízeno samotnou Haganou kontrašpionážní oddělení zaměřené na Židy spolupracující s britskou správou a židovské extremisty z organizace Irgun. V tom samém roce vzniklo i tzv. arabské oddělení. Koncem roku 1940 pak došlo k vytvoření zpravodajské služby Šaj, pod kterou příslušela kontrašpionáž. V roce 1942 byla do Šaj začleněna všechna zpravodajská oddělení Hagany pod krycím názvem Výbor pro péči o vojáky. V srpnu 1948 byla začleněna do IOS jako její zpravodajská služba.

### Palmach
Palmach (zkratka z Plugot Machac – „Úderné roty“) byly motorizované útvary založené Haganou v roce 1941. Jejich součástí byla i tzv. Syrská četa, která úzce spolupracovala s britskou Special Operations Executive (Útvarem zvláštních operací). Příslušníci Syrské čety se rekrutovali z Židů, kteří hovořili plynně arabsky a dokázali se bez problémů infiltrovat do určeného prostředí. Princip těchto čet, jejichž příslušníci plnili nejen zpravodajské, ale i diverzní úkoly, se osvědčil natolik, že později vznikly např. i Balkánská či Německá četa.

### Arabská četa
Součást Palmachu, krycí jméno Arabské čety bylo Šahar (hebrejský název Mista aravim), založena roku 1943. Jejím úkolem byla zpravodajská, špionážní a diverzní činnost v arabské Palestině. Pracovala již plně ve službách Hagany a Židovské agentury. V srpnu 1948 byla společně s Šaj začleněna do IOS jako její zpravodajská služba.

### Agam 3
Zpravodajské oddělení generálního štábu Hagany. Jeho prací bylo získávat informace a podklady pro válečné operace sběrem v poli a vytěžování (výslechy) zajatců.

## Historie vzniku
V 30. letech 20. století bylo území dnešního Izraele pod mandátní správou Velké Británie. Na tomto území žilo vedle sebe arabské a židovské obyvatelstvo v ovzduší neustálého napětí, které čas od času explodovalo do násilných činů. Vojenské jednotky Velké Británie měly za úkol udržovat klid a paralyzovat oba znepřátelené tábory. Proto byly také oběma stranami považovány za jednotky okupační.
V roce 1929 vznikla na území Palestiny Židovská agentura, která měla za úkol nejen vytvářet jakousi židovskou obdobu místní správy, ale i zabezpečovat přistěhovalectví a osídlování území. Ta, společně s milicemi Hagany (předchůdkyní budoucích Izraelských obranných sil) začala počátkem 40. let 20. století systematicky sbírat a vyhodnocovat informace o protivnících.
Jedním z prvních „sběračů“ informací byl Ezra Danin, který pro svou práci využíval své četné osobní styky v arabském prostředí. Postupem času se počet takových operativců zvětšoval. K získávání informací o protivníkovi, tj. Arabech, byli využíváni zejména informátoři arabského původu, kteří to dělali buď pro peníze, nebo pro výhody, které jim mohla židovská správa nabídnout. Informace byly poté předávány zpravodajským důstojníkům Hagany a politickému oddělení Židovské agentury. Dalším ze zakladatelů špionáže v Palestině byl Re'uven Zaslanski, absolvent fakulty orientálních studií Hebrejské univerzity. Ten společně s Daninem položil základy izraelského zpravodajství, když obecně definoval zásady, které by tato služba měla mít.
Přímý předchůdce Mosadu se nazýval Politická sekce (hebr. ha-machlaka ha-medinit) a vznikl při izraelském ministerstvu zahraničí. Byl tvořen vesměs příslušníky rozpuštěné Šaj a politického oddělení Židovské agentury. V roce 1951 byla Politická sekce rozpuštěna, její šéf B. Guriel propuštěn. Následovala tzv. „vzpoura špionů“, tj. pracovníků Politické sekce (ti argumentovali, že zrušení Politické sekce znamená přímé ohrožení izraelské zpravodajské činnosti). Vzbouřenci byli zčásti propuštěni a zbylým byla omezena činnost. Nově vzniklý Mosad byl vyňat z působnosti Ministerstva zahraničí.
Jména šéfů Mosadu patřila v Izraeli vždy k nejutajovanějším informacím. Pokud se o nich v tisku objevila zmínka, vždy byli označováni pouze počátečním písmenem svého příjmení. Tato praxe byla ukončena v roce 1995, kdy po atentátu na Jicchaka Rabina byla veřejně oznámena abdikace šéfa Mosadu Š. Šavita (dosud uváděného jako „Š“).

### Ředitelé Mosadu
| #   | jméno           | funkční období |
| --- | --------------- | -------------- |
| 1.  | Re'uven Šiloach | 1951–1952      |
| 2.  | Iser Har'el     | 1952–1963      |
| 3.  | Me'ir Amit      | 1963–1968      |
| 4.  | Cvi Zamir       | 1968–1974      |
| 5.  | Jicchak Chofi   | 1974–1982      |
| 6.  | Nachum Admoni   | 1982–1990      |
| 7.  | Šabtaj Šavit    | 1990–1996      |
| 8.  | Dani Jatom      | 1996–1998      |
| 9.  | Efrajim Halevi  | 1998–2002      |
| 10. | Me'ir Dagan     | 2002–2011      |
| 11. | Tamir Pardo     | 2011–2015      |
| 12. | Josi Kohen      | 2015–2021      |
| 13. | David Barnea    | 2021–0         |

## Úkoly a povinnosti
- Sběr informací vně Izraele
- Ochrana izraelských cílů v cizině
- Udržování utajených vztahů se zeměmi, se kterými Izrael nemá diplomatické styky
- Organizování a provádění aliji ze zemí, ve kterých oficiálně nepůsobí židovské agentury zabývající se touto činností
- Vypracovávání zpráv a analýz ze zpravodajsky získaných informací
- Plánování a provádění zvláštních operací vně izraelských hranic[1]

## Akce Mosadu

### 1951
- První velká pohroma nově vzniklého Mosadu. V Iráku bylo zatčeno více než 80 Židů, kteří vytvořili rozsáhlou síť převážející irácké Židy do Izraele. Před soudem stanulo 28 Židů a devět Arabů, kteří byli obviněni ze špionáže, nelegálního vyzbrojování a pumových útoků proti židovským cílům v Iráku (ve snaze donutit irácké Židy k vystěhování vytvořením atmosféry strachu). Přes snahu Židovské agentury o jejich záchranu byli dva z obžalovaných odsouzeni k smrti (a oběšeni), 17 obžalovaných odsouzeno k různým trestům odnětí svobody a 18 osvobozeno. Dalším důsledkem bylo zhroucení dosud úspěšné infiltrace do velení irácké armády.
- Tzv. „Grossova aféra“. V roce 1951 přišla Šin bet s tvrzením, že jeden z nejlepších agentů nově vzniklého Mosadu pracuje pro Egypt. Mosad to popřel, ale Šin bet přinesla důkazy. Gross byl přivezen do Izraele a odsouzen.

### 1952
- Sbližování se s CIA. Mosad poskytuje Američanům informace o zemích východního bloku (získané od Židů, kteří ze sovětského bloku emigrovali). Šéf Mosadu ten rok poprvé oficiálně navštívil USA.

### 1954
- V Egyptě byli pozatýkáni členové špionážní a diverzní sítě Mosadu, kteří v rámci operace Suzannah provedli několik bombových útoků proti americkým a britským cílům. Moše Marzuk a Šmuel Azzár byli popraveni, další členové sítě byli odsouzeni k trestům odnětí svobody (odsouzení na doživotí byli v roce 1967 vyměněni za egyptské válečné zajatce). Tento incident později v Izraeli vyústil v tzv. Lavonovu aféru.[2]

### 1956
- Mosadu (dle některých tvrzení kontrarozvědce Šin bet) se podařilo získat kompletní Chruščovův projev „O zločinech stalinismu“ (dokument byl ukraden z pozůstalosti generálního tajemníka PSDS Bolesława Bieruta jeho náměstkem; všechny komunistické strany Východního bloku dostaly opis tohoto tajného referátu), díky čemuž se svět o něm dozvěděl (kromě Mosadu jej uveřejnila ještě KSJ). Text tajného projevu byl oficiálně přiznán až za éry Gorbačova.

### Šedesátá léta
- Organizování nelegálních emigrací marockých Židů do Izraele.

### 1960
- Únos Adolfa Eichmanna z Argentiny a předání do Izraele k soudu (viz též únos Adolfa Eichmanna).

### 1962–63
- Získání informací o bývalých nacistických vědcích vyvíjejících rakety pro Egypt. Následovala rozsáhlá kampaň (operace Damokles) proti těmto vědcům (jeden z nich pravděpodobně zavražděn). Vše skončilo zatčením některých agentů ve Švýcarsku.

### 1965
- Mosad zapleten do únosu a vraždy marockého opozičního politika Ben Barky.

### 1967
- Získání nepoškozeného stíhacího letounu MiG-21 v operaci Diamant.
- Získání informací o egyptských, syrských a jordánských leteckých základnách, které posloužily ke zničení 80 % leteckých sil těchto zemí izraelským leteckým útokem během šestidenní války.

### 1970–73
- Boj proti palestinským teroristickým skupinám, zejména v Evropě, známý též jako operace Boží hněv. V roce 1972 došlo v Mnichově na olympiádě k zavraždění 11 izraelských sportovců palestinskou organizací Černé září. Mosad v dalších letech postupně likvidoval všechny osoby, které byly (či se Mosad domníval, že byly) ve vedení Černého září. V roce 1973 zabili příslušníci Mosadu v Lillehammeru nevinného marockého číšníka, o němž si mysleli, že patří k Černému září. Šest agentů Mosadu bylo následně norskou policií zatčeno a odsouzeno.

### 1973
- Mosad neupozornil na chystaný egyptsko-syrský útok proti Izraeli (jomkipurská válka) (přestože měl o chystaném útoku zprávy), následovalo zničení většiny izraelských pozic. Teprve v průběhu války se výkon izraelských zpravodajských služeb zlepšil.
- Při operaci „Jaro mládí“ se v Bejrútu vylodilo izraelské komando a zlikvidovalo tři vedoucí představitele Organizace pro osvobození Palestiny (OOP).

### 1976
- Zpravodajská podpora Operace Entebbe, při němž izraelské komando osvobodilo rukojmí a zlikvidovalo palestinské únosce v uneseném letadle na letišti Entebbe v Ugandě.

### 1979–81
- V roce 1979 agenti Mosadu vyloupili skladiště francouzské jaderné elektrárny a zcizili (a následně výbuchem zničili) připravované jádro pro iráckou atomovou elektrárnu budovanou Francií, v roce 1980 byl v hotelu v Paříži zavražděn člen irácké komise pro jadernou energetiku. V roce 1981 izraelské stíhací bombardéry zaútočily na jadernou elektrárnu v iráckém Al-Tuwejtu (operace Osirak). Mosad od začátku s akcí nesouhlasil (stejně jako další izraelské zpravodajské služby).

### 1978–85
- Mosad společně s Amanem a Šin bet zpravodajsky pokrýval izraelskou invazi do Libanonu. Cílem této invaze bylo definitivní zničení OOP či alespoň její vytlačení z Libanonu. Bojů se na izraelské straně účastnili i křesťanské milice (tzv. falangy). Zpočátku hladce probíhající vojenské operace se zkomplikovaly po vstupu Sýrie do této války. Situace v Libanonu se dále zkomplikovala i zhroucením státní moci v Libanonu a vypuknutím občanské války. Křesťanské milice se pro Izrael stávaly přítěží pro svou brutalitu a neschopnost udržet se vojensky bez přímé podpory Izraele. Mosad, který byl pověřen stykem s křesťanskými milicemi je hodnotil pozitivně (vojenská zpravodajská služba Aman byla proti). Milice později neblaze prosluly masakrem Palestinců v uprchlických táborech Sabra a Šatíla za nečinného přihlížení Izraelců. To proti izraelské přítomnosti v Libanonu zvedlo i izraelskou veřejnost. Izraelská armáda se nakonec stáhla. Kahanovou vyšetřovací komisí byla účast na invazi izraelských zpravodajských služeb (Aman, Mosad, Šin bet) hodnocena jako jedno z jejich největších selhání.

### 1984–85
- Mosad zorganizoval a následně provedl při operaci Mojžíš tajné vystěhování 8000 Falašů (etiopských židů) přes Súdán a Belgii do Izraele.

### 1985
- Zpravodajská příprava leteckého úderu proti velitelství OOP v Tunisu (operace Dřevěná noha) jako odveta za vraždu tří izraelských turistů.
- Pollardova aféra – v USA byl zatčen agent izraelského Oddělení vědeckých styků (hebr. Lakam), který ve prospěch Izraele prováděl na území Spojených států špionáž. Aféra byla o to trapnější, že špionáž byla prováděna proti spojenci. Jonathan Jay Pollard byl po přiznání viny odsouzen na doživotí bez možnosti propuštění.

### 1986
- Bývalý zaměstnanec izraelského jaderného zařízení v Dimoně Mordechaj Vanunu prozradil britskému tisku, že Izrael vlastní jaderné zbraně. Následně byl Mosadem vylákán do Říma a unesen před soud do Izraele. Za vlastizradu a špionáž byl odsouzen k 18 letům odnětí svobody, z toho 11,5 roku strávil na samotce.

### 1987
- Zatčení agenta Mosadu I. Souana nasazeného do OOP ve Velké Británii v souvislosti s vyšetřováním vraždy palestinského karikaturisty Ali al-Adhamiho. Vraždu provedl palestinský zabiják jako pomstu za kritiku vedení OOP. Zatčení I. Souana bylo souhrou nešťastných náhod a chyb Souanových řídících důstojníků (Mosad nestačil ze Souanova pokoje odstranit bedny se zbraněmi či předem informovat spřátelenou MI5).

### 1988
- Výbuch nálože ukryté v osobním automobilu zabil v kyperském Limassolu tři vysoké představitele Fatahu.
- Pomocí přísavné miny byla v limassolském přístavu zničena loď Sol Phryne, která měla vyplout na velkou propagační plavbu ve prospěch OOP. Zničení lodě považoval Mosad za jednodušší než případné pozdější – mediálně využitelnější – potopení této lodi na volném moři, zároveň se akce obešla bez obětí na životech.
- Mosad poskytl zpravodajské krytí k akci, při níž izraelské komando v Tunisu zlikvidovalo jednoho z palestinských vůdců, Abú Džiháda.

### 1992
- Evakuace Židů z válkou zničeného Sarajeva.

### 1995
- Židovský extrémista Jig'al Amir spáchal atentát na izraelského premiéra Jicchaka Rabina. Tajné služby (včetně Mosadu) se staly terčem kritiky za neschopnost předejít takovým akcím. Výsledkem byla rezignace tehdejšího šéfa Mosadu.
- Likvidace šéfa odbojové skupiny Palestinský džihád Fathí Šakákího.[zdroj⁠?!]

### 2004
- Likvidace vůdce Hamásu šejka Chalíla v Damašku.[zdroj⁠?!]

### 2010
- Znaky operace Mosadu nese i likvidace vůdce vojenské složky Hamásu Mahmúda al-Mabhúha z ledna 2010 v Dubaji. V hotelu al-Bustán Rotana byla provedena koordinovaná akce týmem, resp. týmy, jejichž členové přicestovali do Dubaje krátce před akcí a několik hodin po ní SAE opět opustili.[zdroj?]

### 2011
- Mosad údajně na Ukrajině unesl inženýra z Gazy Dirára Abú Sísiho (42), který záhadně zmizel z vlaku mezi Charkovem a Kyjevem.[3]